# Alegerile parlamentare din Ungaria, 1905
     Cisleithania
     Transleithania
     Bosnia și Herțegovina (administrată din 1878, anexată în 1908)

Părțile și Țările Coroanei monarhiei austro-ungare:
Cisleithania
Transleithania
Bosnia și Herțegovina (administrată din 1878, anexată în 1908)

Alegerile parlamentare din Ungaria 1905 au avut loc între 26 ianuarie și 4 februarie 1905 în Transleithania. O nouă majoritate a ocupat Dieta Ungariei (în maghiară Magyar Országgyűlés).

## Sistemul electoral
Începând cu 1867, în Regatul Ungariei avea validitate dreptul electoral pe clase. În Transleithania, privilegiile în funcție de starea socială și de avere erau în mod semnificativ mai pronunțate decât în Cisleithania. 

## Rezultatele alegerilor
Câștigarea alegerilor a revenit Partidului Independenței și al 48-iștilor. Rezultatul a avut ca efect faptul că, pentru prima dată după 1875, Partidul Liberal nu a putut participa la guvernare. Această situație a dus la Criza maghiară (1905) și la noi alegeri cerute de regele Franz Joseph (Francisc Iosif I).
| Partid                                              | Mandate | %      | Rol parlamentar |
| --------------------------------------------------- | ------- | ------ | --------------- |
| Partidul Independenței și al 48-iștilor             | 165     | 39,95% | guvernare       |
| Partidul Liberal                                    | 159     | 38,50% | opoziție        |
| Partidul Național al Constituției                   | 27      | 6,54%  | guvernare       |
| Partidul Popular Catolic                            | 25      | 6,05%  | guvernare       |
| Partidul Nou                                        | 13      | 3,15%  | guvernare       |
| Independenți                                        | 10      | 2,42%  | independent     |
| Partidul Național Român din Ungaria și Transilvania | 8       | 1,94%  | opoziție        |
| Partidul Democrat                                   | 2       | 0,48%  | guvernare       |
| Socialiști                                          | 2       | 0,48%  | opoziție        |
| Partidul Național Sârb                              | 1       | 0,24%  | opoziție        |
| Partidul Național Slovac                            | 1       | 0,24%  | opoziție        |
| Total                                               | 413     | 100%   | —               |